# Lars Berghagen 20 klassiker
Lars Berghagen 20 klassiker är en samlingsskiva som utkom 2004 av och med Lasse Berghagen.

## Låtlista
1. Hålligång i skogen
2. En kväll i juni
3. Min kärlekssång till dig (Jag har köpt mig en akustisk gitarr)
4. Teddybjörnen Fredriksson
5. Ding-dong
6. En enkel sång om frihet
7. Flirtige Knut
8. Jennie, Jennie
9. Breda leenden
10. Farväl till sommaren
11. Gunga gunga
12. De' e' slut
13. Någon
14. Pomperipossa
15. Han är en clown
16. Du som vandrar genom livet
17. Sommarens sång
18. Sländans sång
19. Evert Hävert
20. Ge mig din sång